# Tusgsal

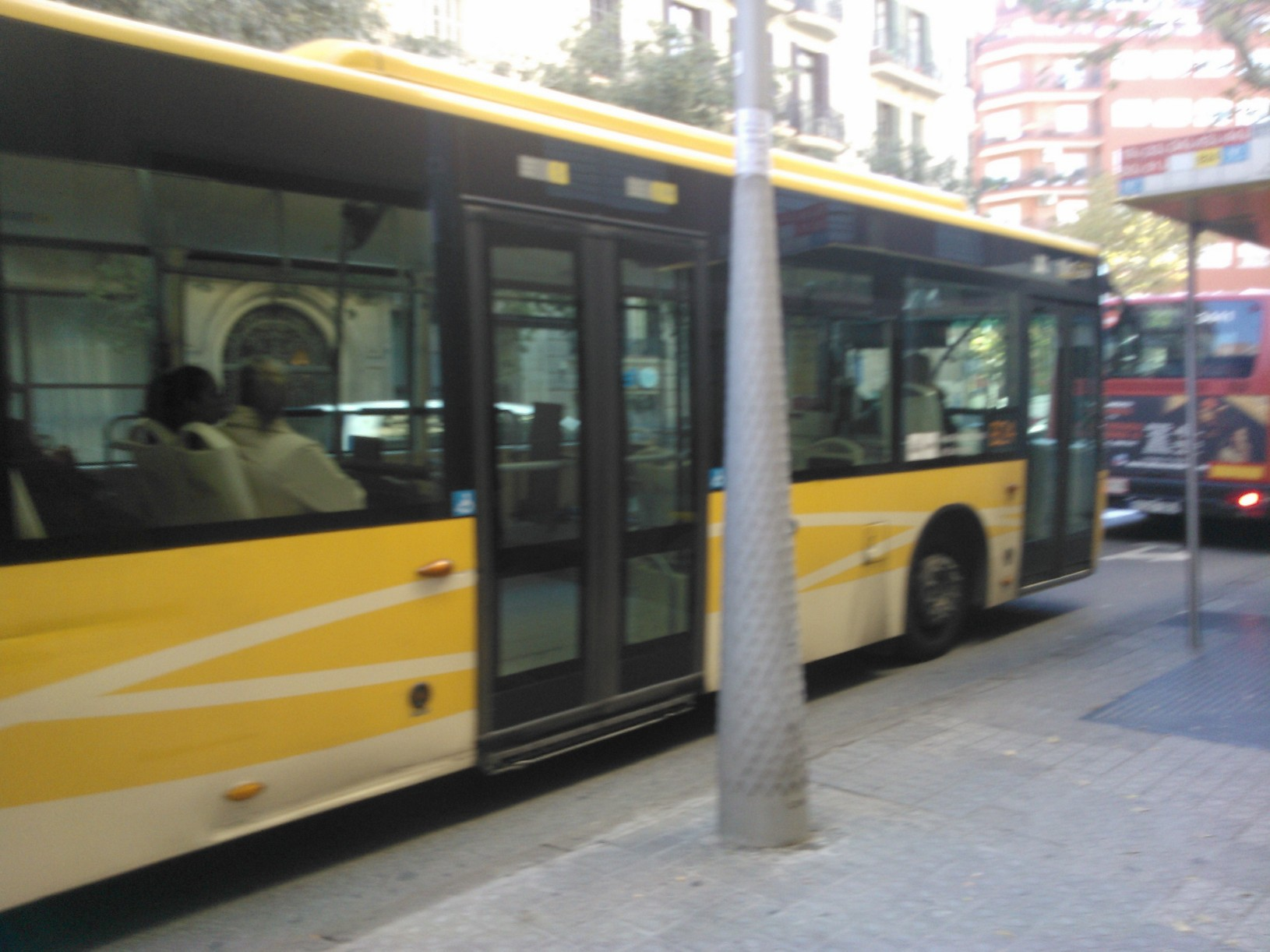
Autobús de la línea B24 en Barcelona.

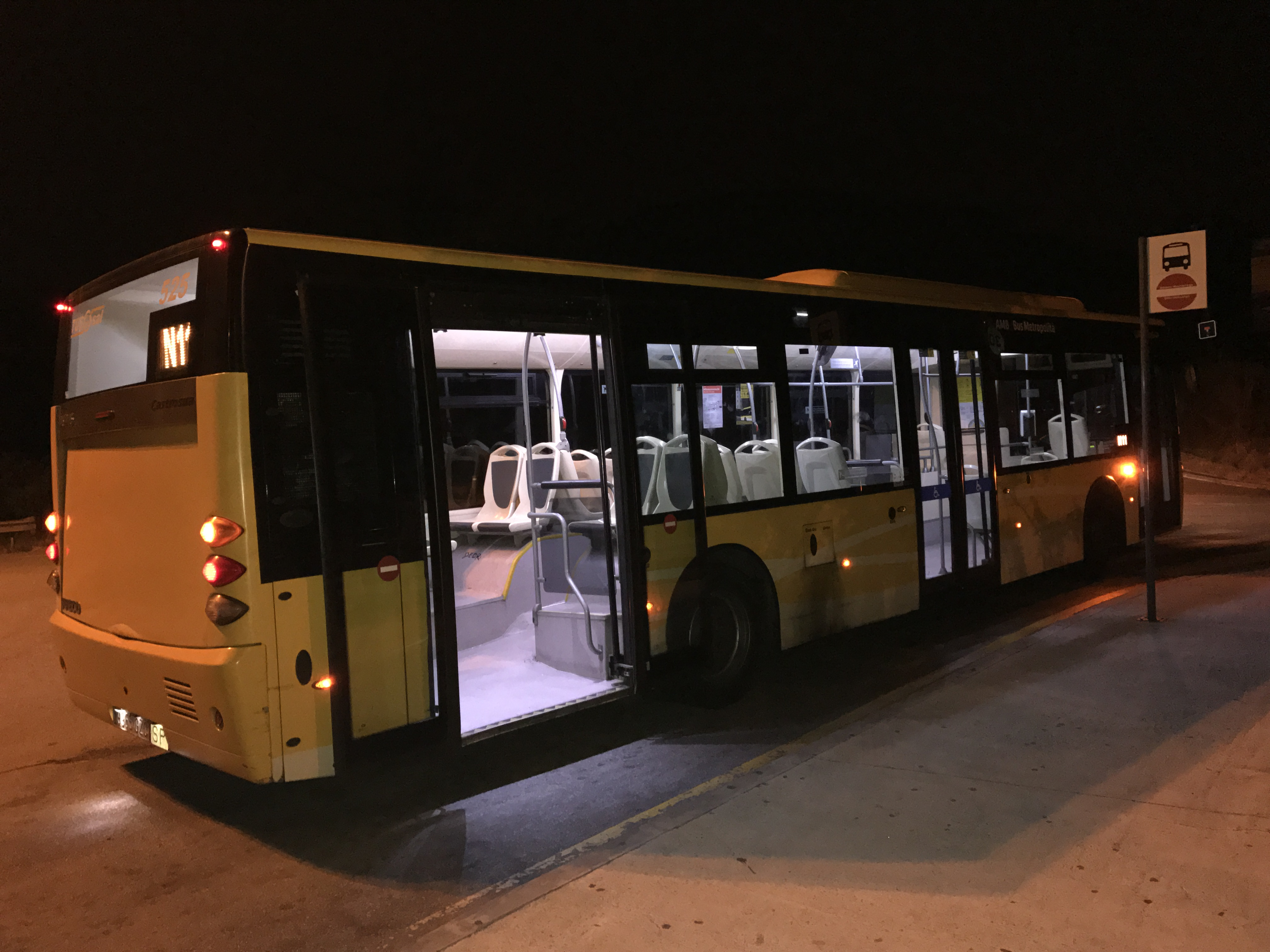
Autobús 525 Tusgsal. Hace servicios de Nitbus.

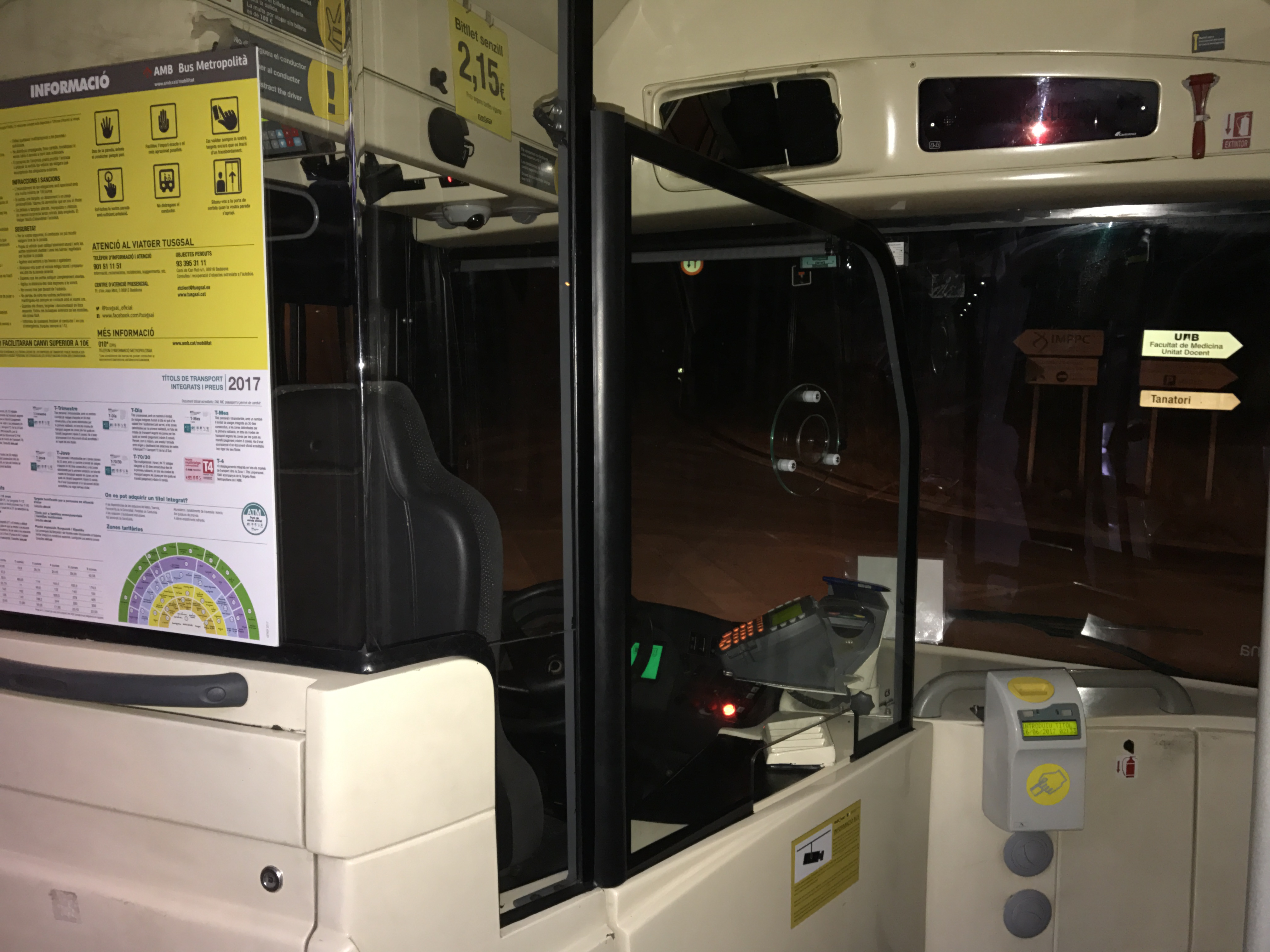
Autobús 525 Tusgsal con mampara. Nitbus.

Tusgsal (Transports Urbans i Serveis Generals, Societat Anònima Laboral, en español Transportes Urbanos y Servicios Generales, Sociedad Anónima Laboral) es una empresa de transportes catalana, con sede en la ciudad de Badalona, y que opera en esta ciudad además de Barcelona, Santa Coloma de Gramanet, San Adrián de Besós, Moncada y Reixach, Montgat, Tiana, Hospitalet y El Prat de Llobregat. Es el operador privado más importante de Cataluña, con 32 líneas de autobús diurno, 12 de nocturno, más de 500 trabajadores y 266 vehículos. TUSGSAL pertenece al grupo de empresas Grup Tusgsal, junto con Sortsystems y Teletransfer.

## Historia
TUSGSAL nació el año 1985, fruto de la unión de un grupo de trabajadores que decidieron constituirse en la S.A.L. (sociedad anónima laboral) TUBSAL para encargarse de la gestión del transporte público que hasta entonces llevaba la empresa privada TUSA. Posteriormente se cambió el nombre por TUBSAL, y más tarde por el actual TUSGSAL.
TUSGSAL ha ido creciendo, ampliando el número de líneas de autobús atendidas, consiguiendo la concesión del servicio nocturno de autobuses de Barcelona (Nitbus), aumentando el número y la calidad de los autobuses que componen la flota, mejorando las instalaciones y configurando un grupo empresarial que le permite abordar con garantías proyectos nuevos.
Actualmente dispone de una flota muy variada de autobuses, muchos de ellos de reciente adquisición. A fecha de julio de 2012, el autobús más nuevo que tiene TUSGSAL es un MAN Lion's City híbrido,con el número de calca 553. Los autobuses más antiguos (con calca 2XX) están depositados en las cocheras de Montigalà.
Los autobuses de TUSGSAL son conocidos popularmente como "la tusa" haciendo alusión a la empresa de su mismo nombre. A día de hoy, aunque la empresa es TUSGSAL, las "tusas" han mantenido este sobrenombre.
Así como los autobuses de TUSGSAL se llaman "tusas", a sus líneas cuando se las nombran se hace sin la "B" (por ejemplo la línea B25 se le llama popularmente "la 25" y así con todas) y a los conductores se les llama "tuseros".

Representación de una parada de TUSGSAL

## Líneas

### Diurnas
| Línea | Origen - Destino                           | Ciudades abastecidas                    | Línea | Origen - Destino                          | Ciudades abastecidas                      | Línea | Origen - Destino                          | Ciudades abastecidas                                              |
| ----- | ------------------------------------------ | --------------------------------------- | ----- | ----------------------------------------- | ----------------------------------------- | ----- | ----------------------------------------- | ----------------------------------------------------------------- |
| M1    | Metro Pep Ventura - Metro Fondo            | Sta. Coloma de G. y Badalona            | B2    | Manresà - Hospital Esperit Sant           | Badalona y Sta. Coloma de G.              | B3    | Llefià - Les Guixeres                     | Badalona                                                          |
| B4    | Mas Ram - Montigalà                        | Badalona                                | B5    | Hospital Esperit Sant - Estació Rodalies  | Sta. Coloma de G. y Badalona              | M6    | Estació Rodalies - Hospital Can Ruti      | Badalona                                                          |
| B7    | Pomar/Estació Rodalies - Estación Rodalies | Badalona y San Adrián de Besós          | B8    | Buenavista - Morera - Bufalá - Buenavista | Badalona                                  | B9    | Buenavista - Bufalá - Morera - Buenavista | Badalona                                                          |
| B12   | Pl. Lluís Company - Hospital Can Ruti      | Moncada y Reixach y Badalona            | B14   | Can Franquesa - Estación Rodalies         | Sta. Coloma de G. y San Adrián de Besós   | B15   | Les Oliveres - Montigalà                  | Sta. Coloma de G. y Badalona                                      |
| B18   | Can Peixauet - Pl. Lluís Companys          | Sta. Coloma de G. y Moncada y Reixach   | M19   | H. Valle de Hebrón - H. Can Ruti          | Barcelona, Badalona y Sta. Coloma de G.   | B20   | Ronda de San Pedro - Oliveres             | Barcelona, Sta. Coloma de G. y San Adrián de Besós                |
| B21   | Besòs - Estación Rodalies                  | Barcelona y San Adrián de Besós         | B23   | Diagonal Mar - Montigalà                  | Barcelona, Badalona y San Adrián de Besós | B24   | Ronda de San Pedro - Hospital Can Ruti    | Barcelona y Badalona                                              |
| B25   | Ronda de San Pedro - B. Pomar              | Barcelona y Badalona                    | M26   | Hospital Can Ruti - Estación Rodalies     | Badalona y San Adrián de Besós            | M27   | B. Oliveres - Centre                      | Sta. Coloma de G. y Badalona                                      |
| M28   | Estación de San Andrés Condal - Can Ruti   | Barcelona, Badalona y Sta. Coloma de G. | B29   | Montigalà - Poliesportiu Municipal        | Badalona, Tiana y Montgat                 | M30   | Can Franquesa - La Virreina -- Tiana      | Sta. Coloma de G., Montgat, Tiana, Badalona y San Adrián de Besós |
| B34   | El Carmelità - Camí d'Alella               | Tiana y Montgat                         | B35   | Can Gaietà - Camí d'Alella                | Tiana y Montgat                           | B80   | Can Franquesa - Santa Eulàlia             | Sta. Coloma de G. y Badalona                                      |
| B81   | Can Franquesa - Hospital Esperit Sant      | Sta. Coloma de G.                       | B82   | Plaça de la Vila - Recinte de Torribera   | Sta. Coloma de G.                         | B84   | Santa Rosa - Cementiri                    | Sta. Coloma de G.                                                 |
| E33   | Edith Llaurador - Can Ruti                 | Tiana y Badalona                        |       |                                           |                                           |       |                                           |                                                                   |

### Nocturnas
| Línea | Origen - Destino                                                      | Ciudades abastecidas                                    |
| ----- | --------------------------------------------------------------------- | ------------------------------------------------------- |
| N0    | Pl. Portal de la Pau - Pl. Portal de la Pau                           | Barcelona                                               |
| N1    | Zona Franca - Pl. Cataluña - Trinitat Nova                            | Barcelona                                               |
| N2    | Av. Carrilet - Pl. Cataluña - Vía Augusta                             | Hospitalet de Ll., Barcelona, Badalona y San Adrián     |
| N3    | Collblanc - Pl. Cataluña - Rbla. Països Catalans                      | Barcelona y Moncada y Reixach                           |
| N4    | Via Favència Metro Canyelles - Pl. Cataluña - El Carmelo / Gran Vista | Barcelona                                               |
| N5    | Pl. Cataluña - El Carmelo / Gran Vista                                | Barcelona                                               |
| N6    | Roquetes - Pl. Cataluña                                               | Barcelona, Sta. Coloma de G. y San Adrián de Besós      |
| N7    | Pedralbes - Pl. Cataluña - Fórum                                      | Barcelona                                               |
| N8    | Can Caralleu - Pl. Cataluña - Can Franquesa                           | Barcelona y Santa Coloma de G.                          |
| N9    | Pl. Portal de la Pau - Pl. Cataluña - Edith Llaurador                 | Barcelona, Tiana, Sta. Coloma de G., Badalona y Montgat |
| N10   | Sarriá - Vallvidrera - Les Planes                                     | Barcelona                                               |
| N11   | Pl. Cataluña - Hospital Can Ruti                                      | Barcelona y Badalona                                    |
| N28   | Collblanc – Pl. Cataluña – Puerto Olímpico                            | Barcelona y Hospitalet de Llobregat                     |

Nota: Las otras líneas de Nitbus (N12, N13, N14, N15, N16, N17 i N18) son explotadas por la empresa Mohn.

## Aerobús
El Aerobús es un servicio lanzadera de autobuses entre la Plaza Cataluña y las terminales T1 i T2 del Aeropuerto de Barcelona-El Prat. Este servicio desde sus inicios ha estado explotado por la empresa Transports Ciutat Comtal y autobuses Setra de 3 ejes.
El 1 de enero del 2010, la gestión de este servicio pasa a Tusgsal. Tusgsal había pedido una tanda de autobuses Scania (carrozados por Castrosua) de 3 ejes pero como llegaron tarde, Tusgsal tuvo que empezar el servicio con autobuses estándar (calca 4XX) recién estrenados que tuvo que retirar y decorar mientras llegaban los Scania.
En la actualidad, el servicio del Aerobús está explotado en un 51% por Tusgsal y en un 49% por Transports Ciutat Comtal. Por este motivo el servicio del Aerobús se explota bajo la marca SGMT (Serveis Generals de Mobilitat i Transport).
- A1 Barcelona Pl. Cataluña - Aeropuerto de Barcelona-El Prat T1

- A2 Barcelona Pl. Cataluña - Aeropuerto de Barcelona-El Prat T2

## Estadísticas
|                          | Año 2011 |
| ------------------------ | -------- |
| Líneas                   | 44       |
| Longitud red (km)        | 502'0    |
| Flota                    | 251      |
| Edad media flota         | 4'4      |
| Km recorridos (millones) | 13'2     |
| Viajeros (millones)      | 30'1     |
| Dif. 2010/2011           | -4'3     |
| Recaudación (M€)         | 13'53    |

## Anexos
- Anexo:Líneas de autobús urbano en Barcelona
- Anexo:Líneas de autobús urbano en Badalona
- Anexo:Líneas de autobús urbano en San Adrián de Besós
- Anexo:Líneas de autobús urbano en Santa Coloma de Gramanet

## Mapas y Guías
- Guía Autobuses diurnos de Tusgsal (General) [PDF]
- Guía Autobuses diurnos de Tusgsal (Badalona) [PDF]
- Guía Autobuses diurnos de Tusgsal (Santa Coloma) [PDF]
- Guía Autobuses diurnos de Tusgsal (Tiana y Montgat) [PDF]
- Guía Autobuses diurnos de Tusgsal (San Adrián de Besós) [PDF]
- Guía Autobuses nocturnos de Tusgsal (Nitbus) [ZIP] (enlace roto disponible en Internet Archive; véase el historial, la primera versión y la última).